# Motorsportarena Stefan Bellof
Die Motorsportarena Stefan Bellof ist eine permanente Outdoor-Kartbahn. Sie liegt im Busecker Tal, am Rande der Ortschaft Oppenrod in der mittelhessischen Gemeinde Buseck in Sichtweite der A5 zwischen den Ausfahrten Gießen-Ost und Reiskirchen. Eigentümer der Bahn ist der Kart-Verein Oppenrod e. V. im ADAC. Namensgeber ist der 1985 tödlich verunglückte Automobil-Rennfahrer Stefan Bellof, der Mitglied im KV Oppenrod war.

## Geschichte
Die Strecke wurde 1967 mit einer Länge von 360 Metern errichtet und bestand aus drei Links- und einer Rechtskurve. Zu dieser Zeit waren maximal 13 Starter zugelassen. Am 18. Juli 1972 wurde die Bahn auf 666 Meter erweitert, so dass nunmehr 20 Fahrer erlaubt waren. Am 24. Mai 1985 wurde die Bahn in ihrer jetzigen Form offiziell in Betrieb genommen.

## Strecke
Die Strecke besitzt eine Länge von 1029 m und wird gegen den Uhrzeigersinn gefahren, wobei sieben Rechts- und neun Linkskurven bestehen. Bei Nässe ist der Rechtsbogen, der nach der Ziellinie leicht abwärts führt, zusätzlich als Kurve wahrnehmbar. Pro Rennen sind maximal 34 Starter zugelassen. In der Motorsportarena finden regelmäßig Rennen statt.
Die Kartbahn verfügt über eine Zulassung durch den Deutschen Motor Sport Bund. Die Rennstrecke ist mit einer permanenten Zeitmessanlage ausgestattet.

## Rennen
In den 1980er-Jahren fanden in der Motorsportarena regelmäßig Läufe zur Kart-Europameisterschaft statt. An diesen nahmen neben weiteren späteren Formel-1-Piloten auch die späteren Formel-1-Weltmeister Michael Schumacher und Mika Häkkinen teil. 
Aktuell finden unter anderem regelmäßig Rennen zur DMV Landesmeisterschaft Nord, DMV Bundesmeisterschaft, der WAKC Landesmeisterschaft sowie der German Team Championship, auch GTC genannt, statt.
Seit 1986 wird jährlich mit dem „Stefan-Bellof Pokal“ einer der begehrtesten Einzelpreise im deutschen Kartsport ausgefahren. Als berühmtester Sieger konnte sich 1990 Ralf Schumacher in die Siegerliste eintragen.